# 叉齒蛇綿鳚
叉齒蛇綿鳚，為輻鰭魚綱鱸形目绵鳚亞目绵鳚科的其中一種，分布於南冰洋海域，屬深海底棲性魚類，棲息深度在水深630至650公尺，體長可達30.4公分。

## 扩展阅读
Template:Wikispecies-inline-inline